# Moskva tror ikke på tårer
Moskva tror ikke på tårer (russisk: Москва слезам не верит) er en sovjetisk spillefilm melodrama-film i to dele fra 1979/1980 produceret af Mosfilm og instrueret af Vladimir Mensjov efter manuskript af Valentin Tsjernykh. Filmens hovedroller spilles af Vera Alentova og Aleksej Batalov.
Filmen blev vist første gang i slutningen af 1979 i fabriksklubben i den russiske by Klin, hvor filmen fabriksscener var optaget. Filmen fik international premiere den 11. februar 1980. Filmen blev den mest sete i USSR i 1980 med ca. 90 millioner solgte billetter og er den næstmest sete film i Sovjetunionen, kun overgået af Pirater i det 20. århundrede. Filmen havde dansk premiere i 1984.
Ved Oscaruddelingen 1981 modtog filmen en Oscar for bedste fremmedsprogede film.
Filmens russiske titel Moskva slezam ne verit er ved fremvisninger i udlandet oversat til "Moskva tror ikke på tårer" (engelsk "Moscow Does Not Believe in Tears"), men betyder mere præcist "Moskva har ikke tiltro til tårer" eller "Moskva lader sig ikke påvirke". Udtrykket er et russisk ordsprog, der betyder "klag ikke, løs dine problemer selv".

## Handling
Filmens begyndelse foregår i Moskva i 1958. Handlingen er centreret om tre unge kvinder, Katerina, Ljudmila, and Antonina, der er tilflyttere fra provinserne og nu deler et værelse på et pensionat i hovedstaden. De tre kvinders skæbner udvikler sig nøjagtigt, som hver af pigernes karakter antyder. Den målrettet og tilbageholdende Katerina, der er dumpet en optagelsesprøve til universitetet med en lille margen, arbejder ikke har modtaget point, da hun kom ind på instituttet, arbejder som maskinarbejder og senere som montør på en maskinfabrik. Den generte og simple Antonina arbejder som maler på en byggeplads og den selvsikre og muntre Ljudmila ser Moskva som et lotteri, hvor hun skal finde sin lykke. Hun arbejder på et bageri, men drømmer om at gifte sig med en moskovit med høj status - en kunstner, leder, atlet, videnskabsmand. De tre kvinder møder hver tre mænd: Antonina møder en simpel, men venlig moskovitisk arbejder, som hun gifter sig med, og Ljudmilla møder Sergej Gurin, en ishockeystjerne på vej frem, som hun senere gifter sig med. Katerina møder Rudolph, en ung tv-kamaramand, og bliver gravid med ham, med Rudolph vil ikke tage ansvar for barnet eller Katerina, og Katerina må som alenemor opdrage datteren Aleksandra.
20 år senere, i 1978, arbejder Antonina arbejder stadig som maler på en byggeplads; hun elsker sin mand og er elsket af ham, de har tre sønner. Ljudmila arbejder på et renseri. Hun er skilt fra Sergej, der er blevet alkoholiker. Katerina har vokset op med sin datter, har fået færdiggjort sin uddannelse, er blevet direktør for en stor virksomhed, og er medlem af Moskva byråd. Hendes professionelle karriere er i perfekt orden, men hendes personlige liv fungerer ikke. Hun er stadig ikke gift, og forholdet til en gift elsker øger kun længslen efter en fuldgyldig familie.
En dag, efter at have besøgt Antoninas datja og vendt hjem med tog, møder Katerina låsesmeden Gosha, som slet ikke er som en simpel mand med et arbejdende speciale: Han er intelligent og charmerende, og Katerina bliver hurtigt forelsket i ham. Men Gosha er på trods af sin lave sociale status en stærk personlighed, der er vant til at være leder, så Katerina har et akut problem: hvordan fortæller man ham, om sin høje sociale position? Derudover dukker faren til Aleksandras voksne datter uventet op i lejligheden, og Gosha går uden selv at være færdig med aftensmaden og forsvinder. Uden at kende efternavn, adresse og arbejdssted er det næsten umuligt at finde en person i Moskva. Men det lykkes Antoninas mand at finde Gosha, og han forenes herefter med Katerina.

## Medvirkende (i udvalg)
- Vera Alentova – Katerina Aleksandrovna Tikhomirova
- Irina Muravjova – Ljudmila Sviridova
- Rajsa Ryazanova – Antonina Bujanova
- Aleksej Batalov – Georgij Ivanovitj
- Aleksandr Fatjusjin – Sergej Gurin
- Boris Smorsjkov – Nikolaj, Antoninas mand
- Jurij Vasilev – Rodion Ratjkov ("Rudolf"), Aleksandras far
- Vladimir Basov

Flere russiske skuespillere blev castet til rollen som Gosha, herunder Vitalij Solomin, Vjatjeslav Tikhonov, Oleg Jefremov og Leonid Djatjkov, men instruktøren Vladimir Mensjov fandt dem ikke egnede, og han overvejede selv at spille rollen. Det var først, da han på tv så Aleksej Batalov i filmen Min gode mand, at han lagde sig fast på den mandlige hovedrolle. Det var også vanskeligt for Mensjov at finde den kvindelige hovedrolleindehaver. Flere kendte sovjetiske skuespillerinder, herunder Anastasija Vertinskaja, Sjanna Bolotova, Irina Kuptjenko, Natalja Sajko, Valentina Telitjkina og Margarita Terekhova var til prøver, men de fleste af dem brød sig ikke om manuskriptet, så rollen gik i stedet til instruktørens hustru Vera Alentova, der dog heller ikke brød sig om manuskriptet.

## Modtagelse og priser
Umiddelbart efter udgivelsen af filmen modtog filmen negative anmeldelser. Filmen blev kritiseret for at være et billigt melodrama, der spiller på publikumsfølelser, og for at være dekadent. Filmens enorme kommercielle succes kom herefter som en komplet overraskelse for produktionsselskabet og de medvirkende.
Moskva tror ikke på tårer har solgt over 93 millioner billetter i Sovjetunionen, og er målt på billetsalg den næstmest sete film i sovjetiske biografer (den mest sete er Pirater i det 20. århundrede). I en meningsmåling i 2021 gennemført af det officielle russiske meningsmålingsinstitut valgte russiske seere filmen som deres favoritfilm fra sovjettiden.
På filmwebsitet IMDb har Moskva tror ikke på tårer en rating på 8,1/10.
Filmen blev nomineret til en Guldbjørn ved den 30. filmfestval i Berlin i 1980 og modtog en Oscar for bedste fremmedsprogede film ved Oscaruddelingen i 1981. Vladimir Mensjov og produktionsholdet kom ikke til Oscar-ceremonien, ifølge Mensjov fordi han på det tidspunkt ikke havde lov til at rejse til udlandet. Han hørte først om Oscar-prisen, da han dagen efter uddelingen så det russiske tv-program Vremja ('Tid'). Da programmet i Vremja blev sendt den 1. april troede Mensjov, at det var fup.
Filmens hovedrolleindehaver Vera Alentova blev af læserne af det sovjetiske filmmagasin Советский Экран (Sovjetisk skærm) i 1980 valgt som den bedste kvindelige hovedrolle for sin præstation. Filmen modtog i 1981 Sovjetunionens statspris.
Ved MTV Russia Movie Awards i 2009 modtog filmen prisen som den bedste sovjetiske film.
Den amerikanske præsident Ronald Reagan så filmen flere gange inden sine møder med sovjetunionens leder Mikhail Gorbatjov for bedre at kunne forstå den "russiske sjæl".